# Діхорба
Діхорба мак Деаман (ірл. — Díthorba) — верховний король Ірландії. Час правління: 509–488 до н. е. (згідно з «Історією Ірландії» Джеффрі Кітінга) [3] або 724–717 до н. е., 703–696 до н. е., 682–675 до н. е. (відповідно до «Хроніки Чотирьох Майстрів») [2]. Персонаж чисельних ірландських легенд, міфів та історичних переказів. Родич таких легендарних персонажів ірландської історії як Аед Руад (Аед Рудий), Деаман, Кімбаех, Фінтан, Айргетмар. Син Деамана, онук верховного короля Ірландії Айргетмара (ірл. — Airgetmar).
Згідно легенд три онуки верховного короля Ірландії Айргетмара — Аед Руад, Діхорба та Кімбаех після смерті верховного короля Ірландії Лугайда Лайгдеха (якого вбив Аед Руад) вирішили поділити між собою владу наступним чином: правити Ірландією по черзі — мінятися на троні через кожні 7 років. Так і було — Діхорба отримав владу після семирічного правління Аеда Руада, правив Ірландією три рази по 7 років, передаючи владу щоразу Кімбаеху мак Фінтану.
Аед Руад після свого чергового правління загинув втопившись у водоспаді. Цей водоспад на його честь назвали Еас Руайд (ірл. — Eas Ruaid) — зараз називається Ассаре Фоллс - Assaroe Falls — розташований у графстві Донегол на півночі Ірландії. Після його смерті владу між собою поділили Діхорба та Кімбаех. Але дочка Аед Руада — Маха Рудоволоса зажадала правити Ірландією, вважаючи своє право на трон незаперечним. Діхорба категорично відмовився передати їй владу. Почалася між ними жорстока боротьба за владу та війна. Діхорба був вбитий. Маха Рудоволоса змусила дітей Діхорби збудувати місто Емайн Маху і палац у цьому місті. Пізніше, Емайн Маха стала столицею могутнього і славного королівства Улад (Ольстер).
Різні легенди та історичні перекази по різному повідомляють про правління та загибель Діхорби. «Книга Захоплень Ірландії» синхронізує його правління з часом правління Олександра Македонського (336–323 до н. е.), що сумнівно [1].